# Chrystian III Maurycy
Christian III Moritz (niem. Christian III. Moritz, ur. 7 listopada 1680 w Merseburgu, zm. 14 listopada 1694 tamże) – książę Saksonii na Merseburgu. Jego władztwo było częścią Świętego Cesarstwa Rzymskiego Narodu Niemieckiego. Pochodził z rodu Wettynów.
Urodził się jako najstarszy syn przyszłego księcia Saksonii na Merseburgu Chrystiana II i jego żony księżnej Erdmuty Doroty z Saksonii-Zeitz (w państwie tym panował wówczas jego dziadek Chrystian I). Na tron wstąpił po śmierci ojca (20 października 1694). Z powodu małoletniości nie objął samodzielnych rządów. Koregencję w jego imieniu sprawowali matka oraz elektor Saksonii Fryderyk August I.
Po zaledwie 25 dniach panowania zmarł bezżennie i bezpotomnie na ospę. Pochowano go w tumie świętych Jana i Wawrzyńca w Merseburgu. Po jego śmierci następcą został młodszy brat Maurycy Wilhelm.